# Lava Records
För andra betydelser, se Lava.
Lava Records är ett amerikanskt skivbolag, ägt av Universal Music Group och distribuerat av Universal Republic Records.

## Bolagets historia
Lava Records grundades 1995 som ett samriskföretag mellan Atlantic Records och Jason Flom, som började sin karriär med Atlantic Records. Flom än av de mest fulländade A&R-människor i musikbranschen, och tidigt under hans karriär var ansvarig för signeringar av Zebra, Twisted Sister, Skid Row, White Lion och Tori Amos, samt hjälpte till att sätta i gång Stone Temple Pilots och Collective Souls karriärer. Sedan Lavas början, har bolaget gjort band såsom Authority Zero, Antigone Rising, Kid Rock, Matchbox Twenty, Porcupine Tree, Skillet, Smile Empty Soul, Sugar Ray, The Corrs, Uncle Kracker, Vanessa Williams, Trans-Siberian Orchestra och Simple Plan kända.
I augusti 2005 avgick Flom som ordförande och verkställande direktör på Atlantic Records, viilket avslutade en 26 år lång karriär inom bolaget. Flom blev ordförande och VD för Virgin Records U.S., efter att Matt Serletic avgått samma månad. I oktober 2005 förenade Warner Music Group Lava Records med deras Atlantic Records Group. Warner planerade ursprungligen flytten efter Floms avgång.
Tidigt 2009 tog Flom tillbaka Lava Records-etiketten från Warner och återupplivade etiketten under Universal Music Group. Flom beskrev pånyttfödelsen som: "En ny start med samma filosofi: hitta bra artister inom rock- och pop-genren, utveckla dem, arbeta med bra partners och göra de största skivorna i branschen." Lava fungerar som ett samriskföretag med Universal Republic, som förser dem med promotion, marknadsföring, försäljningar och distributionstjänster. Flom sade att han ville jobba med co-cheferna Avery och Monte Lipman för att: ""[de] är bland de bästa i branschen på att upptäcka nya artister".

## Artister

### Nuvarande artister
- The Warning
- 30 MILES
- Alysha Brillinger[2]
- Black Veil Brides
- Jessie J
- Kaile Goh
- The Royal Concept[3]

### Tidigare artister
- Authority Zero
- Bif Naked
- The Boondock Saints
- CIV
- Course of Nature
- Cold
- The Corrs
- The Cult
- Egypt Central
- Willa Ford
- Grade
- Hot Action Cop
- Little-T and One Track Mike
- Matchbox 20
- Edwin McCain
- Nonpoint
- Needtobreathe
- Outspoken
- Franky Perez
- Porcupine Tree
- Reach 454
- Smile Empty Soul
- Jill Sobule
- Sugar Ray
- Unwritten Law
- Vanessa Williams
- Antigone Rising
- Basement Jaxx
- Blue Man Group
- Joe Brooks
- John Butler Trio
- Cherie
- The Click Five
- Embrace
- Kid Rock
- Toby Lightman
- Of A Revolution
- Simple Plan
- Skillet
- Skindred
- Throwing Gravity
- Trans-Siberian Orchestra
- Uncle Kracker
- Vaux
- Brittney White